# Фенхуа
Фенхуа (кит.: 奉化; піньїнь: Fènghuà) — район міста субпровінційного значення Нінбо, що в китайській провінції Чжецзян.

## Географія
Район розташований у центральній частині міста. Межує на півночі з районом Їньчжоу та міським повітом Юйяо, а на півдні — з повітами Нінхай і Сяншань. На сході район омивається водами бухти Сяншань Східнокитайського моря.

### Клімат
Громада знаходиться у зоні, котра характеризується вологим субтропічним кліматом. Найтепліший місяць — липень із середньою температурою 28.2 °C (82.8 °F). Найхолодніший місяць — січень, із середньою температурою 5.1 °С (41.2 °F).
| Клімат Фенхуа           | Клімат Фенхуа | Клімат Фенхуа | Клімат Фенхуа | Клімат Фенхуа | Клімат Фенхуа | Клімат Фенхуа | Клімат Фенхуа | Клімат Фенхуа | Клімат Фенхуа | Клімат Фенхуа | Клімат Фенхуа | Клімат Фенхуа | Клімат Фенхуа |
| Показник                | Січ.          | Лют.          | Бер.          | Квіт.         | Трав.         | Черв.         | Лип.          | Серп.         | Вер.          | Жовт.         | Лист.         | Груд.         | Рік           |
| Середня температура, °C | 5,1           | 5,8           | 9,5           | 15,1          | 19,8          | 23,7          | 28,2          | 27,8          | 23,9          | 18,9          | 13,6          | 7,6           | 16,6          |
| Норма опадів, мм        | 53.3          | 79.3          | 106.7         | 124.8         | 162.5         | 201.3         | 144.6         | 155.2         | 188.5         | 84.1          | 65            | 47.6          | 1412.9        |
| Днів з опадами          | 12,8          | 14,1          | 17,1          | 17,5          | 17,7          | 16,8          | 12,1          | 13,3          | 13,8          | 12,1          | 11,8          | 11,7          | 170,8         |
| Вологість повітря, %    | 74.3          | 77.4          | 79.1          | 80.3          | 81.4          | 84.8          | 81.9          | 81.1          | 81.6          | 77.9          | 75.5          | 73.4          | 79.1          |
| ----------------------- | ------------- | ------------- | ------------- | ------------- | ------------- | ------------- | ------------- | ------------- | ------------- | ------------- | ------------- | ------------- | ------------- |
| Джерело: Weatherbase    |               |               |               |               |               |               |               |               |               |               |               |               |               |

## Адміністративний поділ
Міський повіт складається з 5 вуличних комітетів і 6 селищ.